# Klimsport op de Olympische Zomerspelen
Klimsport is een van de sporten die op de Olympische Zomerspelen worden beoefend.
Klimsport maakte haar debuut op de Olympische Zomerspelen 2020 in Tokio.
Op de Olympische Zomerspelen 2024 in Parijs staat het klimsport ook op het olympische programma.
Vanaf de de Olympische Zomerspelen 2028 in Los Angeles behoort de sport tot het vaste programma, nadat het tweemaal een toegevoegde sport was.

## Onderdelen
|         | Onderdeel  | 96-16 | 20 | 24 | Totaal |
| ------- | ---------- | ----- | -- | -- | ------ |
| mannen  | Combinatie |       | •  | •  | 2      |
| mannen  | speed      |       |    | •  | 1      |
| vrouwen | Combinatie |       | •  | •  | 2      |
| vrouwen | speed      |       |    | •  | 1      |
| Totaal  |            | 0     | 2  | 4  | 6      |

In 2020 stond er één onderdeel per geslacht op het programma. Dit was een combinatie van de drie competitievormen boulderen, speed en lead. Het onderdeel bestond uit een voorronde waarbij er per onderdeel een rangschikking gemaakt werd. De winnaar van een onderdeel kreeg 1 punt, de nummer 2 kreeg 2 punten enzovoort. De punten van de drie onderdelen werden met elkaar vermenigvuldigd. In de finale werd de zelfde systematiek toegepast maar nu op de top acht. De deelnemer met de minste punten is dus de winnaar.
In 2024 staan er twee onderdelen op het programma de combinatie van lead en boulderen en het aparte onderdeel speed.

## Medaillespiegel
N.B. Medaillespiegel is bijgewerkt tot en met Olympische Zomerspelen van 2024.
| Plaats | Land             | NOC    | Goud | Zilver | Brons | Totaal |
| ------ | ---------------- | ------ | ---- | ------ | ----- | ------ |
| 1      | Slovenië         | SLO    | 2    | 0      | 0     | 2      |
| 2      | Polen            | POL    | 1    | 0      | 1     | 2      |
| 4      | Groot-Brittannië | GBR    | 1    | 0      | 0     | 1      |
| 4      | Indonesië        | INA    | 1    | 0      | 0     | 1      |
| 4      | Spanje           | ESP    | 1    | 0      | 0     | 1      |
| 7      | Japan            | JPN    | 0    | 2      | 1     | 3      |
| 7      | Verenigde Staten | USA    | 0    | 2      | 1     | 2      |
| 9      | China            | CHN    | 0    | 2      | 0     | 2      |
| 10     | Oostenrijk       | AUT    | 0    | 0      | 3     | 3      |
| Totaal | Totaal           | Totaal | 6    | 6      | 6     | 18     |

Tokio 2020 ·
Parijs 2024 ·
Los Angeles 2028
Medaillewinnaars 
Olympische Zomerspelen
Olympische Winterspelen
Gerelateerd
Olympische Jeugdspelen · Paralympische Spelen · Deaflympische Spelen · Special Olympic World Games
IOC · COA · BOIC · NOC*NSF · NAOC · SOC